# La Pointe de Pleinmont
La Pointe de Pleinmont är en udde i kronbesittningen Guernsey. Den ligger i den västra delen av landet. La Pointe de Pleinmont ligger på ön Guernsey.
Terrängen inåt land är platt.